# 雅各布和威廉·格林中心
52°31′14″N 013°23′28″E / 52.52056°N 13.39111°E

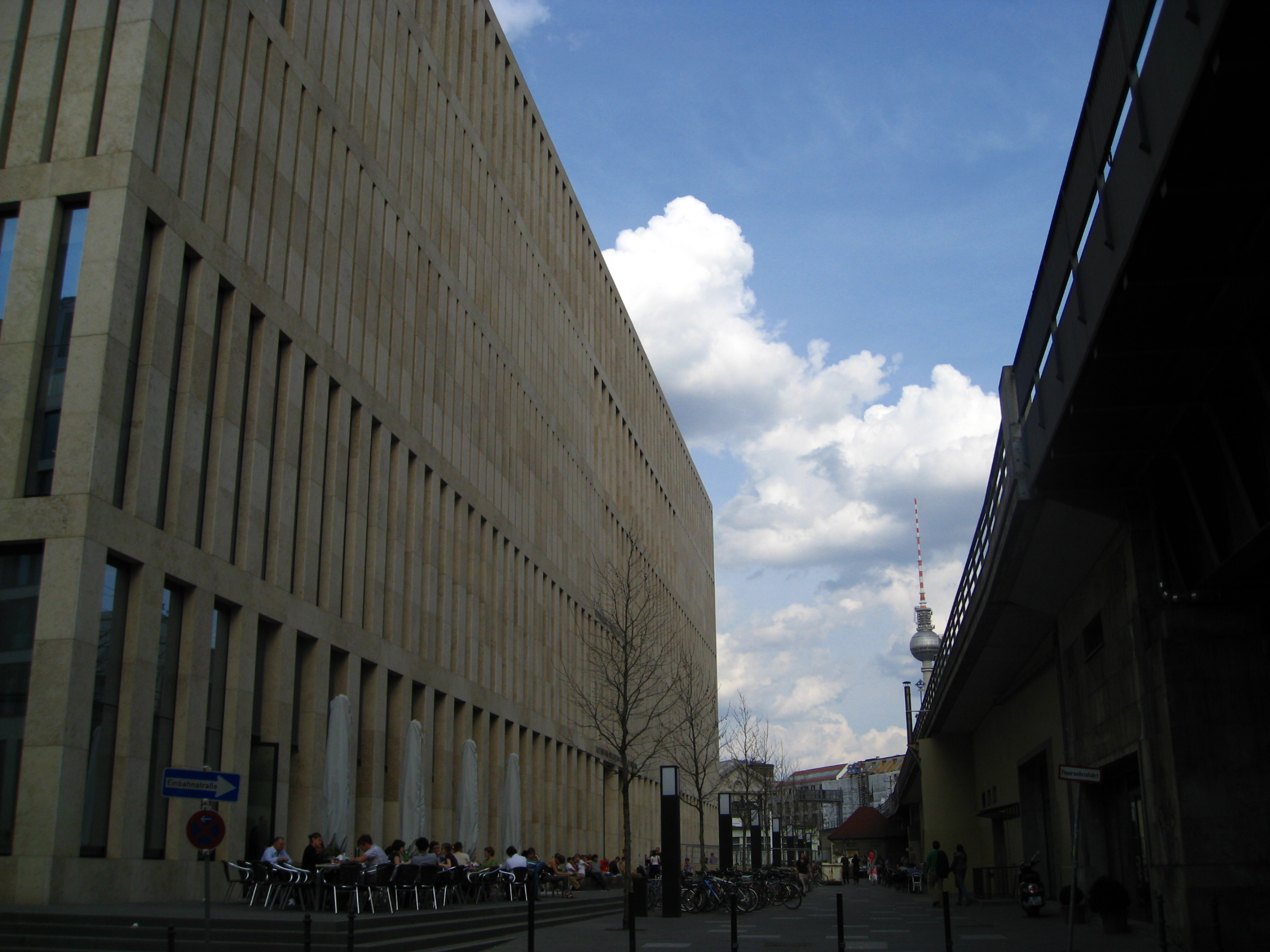
格林中心正门，远处是柏林电视塔

雅各布和威廉·格林中心（德語：Jacob-und-Wilhelm-Grimm-Zentrum），简称格林中心，是德国首都柏林洪堡大学图书馆的主建筑。为纪念德国19世纪著名的童话搜集家、语言文学研究者格林兄弟，这座建筑以他们的名字命名。2009年10月12日，格林中心正式作为洪堡大学图书馆启用。洪堡大学的计算机-媒体服务中心（Computer- und Medienservice，CMS）也坐落其中。
格林中心藏书约200万册，是德语文化区规模最大的集中式开架阅览场所。其藏书主要涉及人文科学、社会科学以及经济学等领域。
除格林中心以外，洪堡大学还有众多专业图书馆以及自然科学图书馆，在格林中心启用之后，其他图书馆原址未动。格林中心作为洪堡大学的主图书馆，负有统一协调各图书馆的职能。

## 位置和建筑

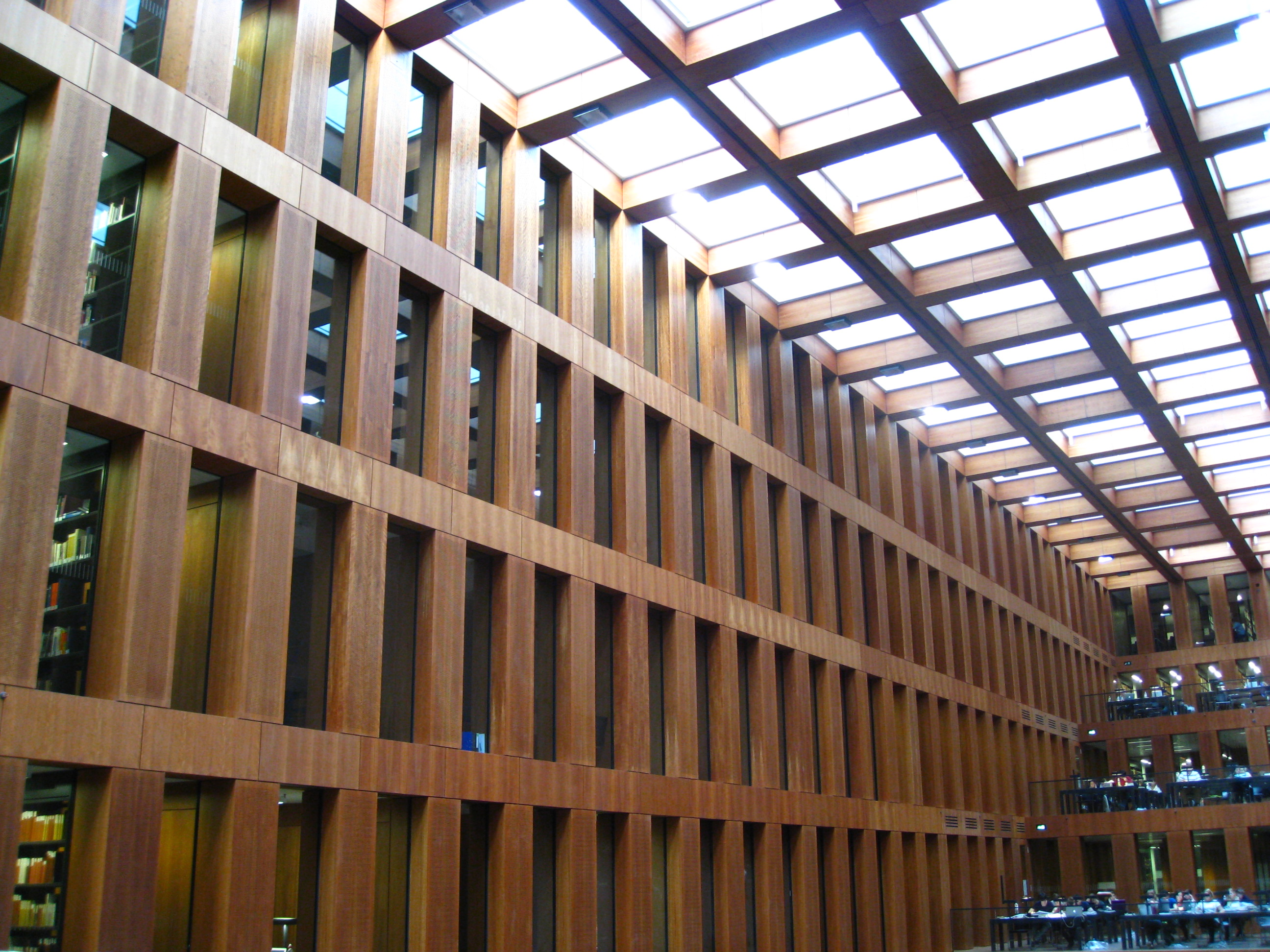
格林中心核心区

格林中心位于柏林市中心朔尔兄妹街（Geschwister-Scholl-Straße）1-3号，毗邻洪堡大学主楼和地铁弗里德里希大街（Friedrichstraße）站，介于普朗克街（Planckstraße）和朔尔兄妹街（Geschwister-Scholl-Straße）之间。
格林中心由瑞士建筑设计师马克斯·杜德勒设计。建筑主使用面积20,296平方米，通高十层。其中央核心部分，也是整座建筑最有特色的部分，是一个长70米、宽12米、高20米的整体空间，空间 内部相对而设多层阶梯式阅读区，并以栅格状墙面环抱四周，顶部开天窗以采集光线。栅格状墙面外侧则是分布对称均匀的开放式书架。
格林中心藏书约250万册，其中近200万册是可以供读者开放借阅的。中心共设1200个座位，其中500个座位配有计算机。此外，还配有一个180坐席的大讲堂，10个小组工作间，55个个人工作间，视频会议间，以及咖啡厅、打印服务等设施。

## 历史
洪堡大学图书馆的建立可追溯到1831年。1910年起，大学图书馆暂设于紧邻洪堡大学主楼的柏林国家图书馆内。这本是一个临时安排，但近一个世纪中，人们一直未能替洪堡大学图书馆找到新址。直到2005年6月，迫于国家图书馆翻修，洪堡大学图书馆必须迁出。当年，大学图书馆的新址计划终获通过，全新的格林中心也开始建造。
随着洪堡大学的发展，众多学科建立了自己的图书馆。前东德时期，洪堡大学的图书馆系统开始了集中化进程，以求建立一个单一层面集中管理的有效机制。两德统一之后，这个进程继续进行。2003年，位于柏林阿德勒斯霍夫区的洪堡大学自然科学校区，将原先数学、物理学、信息学、化学、地理学和心理学等学科的图书馆合并，成立了洪堡大学自然科学类图书馆。同样，位于格林中心的图书馆也是通过合并12个学科图书馆而成立的洪堡大学人文科学类图书馆。
2004年，经过一年多的选址，格林中心的位置终于确定。2005年初，马克斯·杜德勒的设计方案在评比中胜出。同年年底，先期的施工准备开始。2006年8月22日正式动土兴建。2009年10月12日，格林中心正式启用。

## 评价

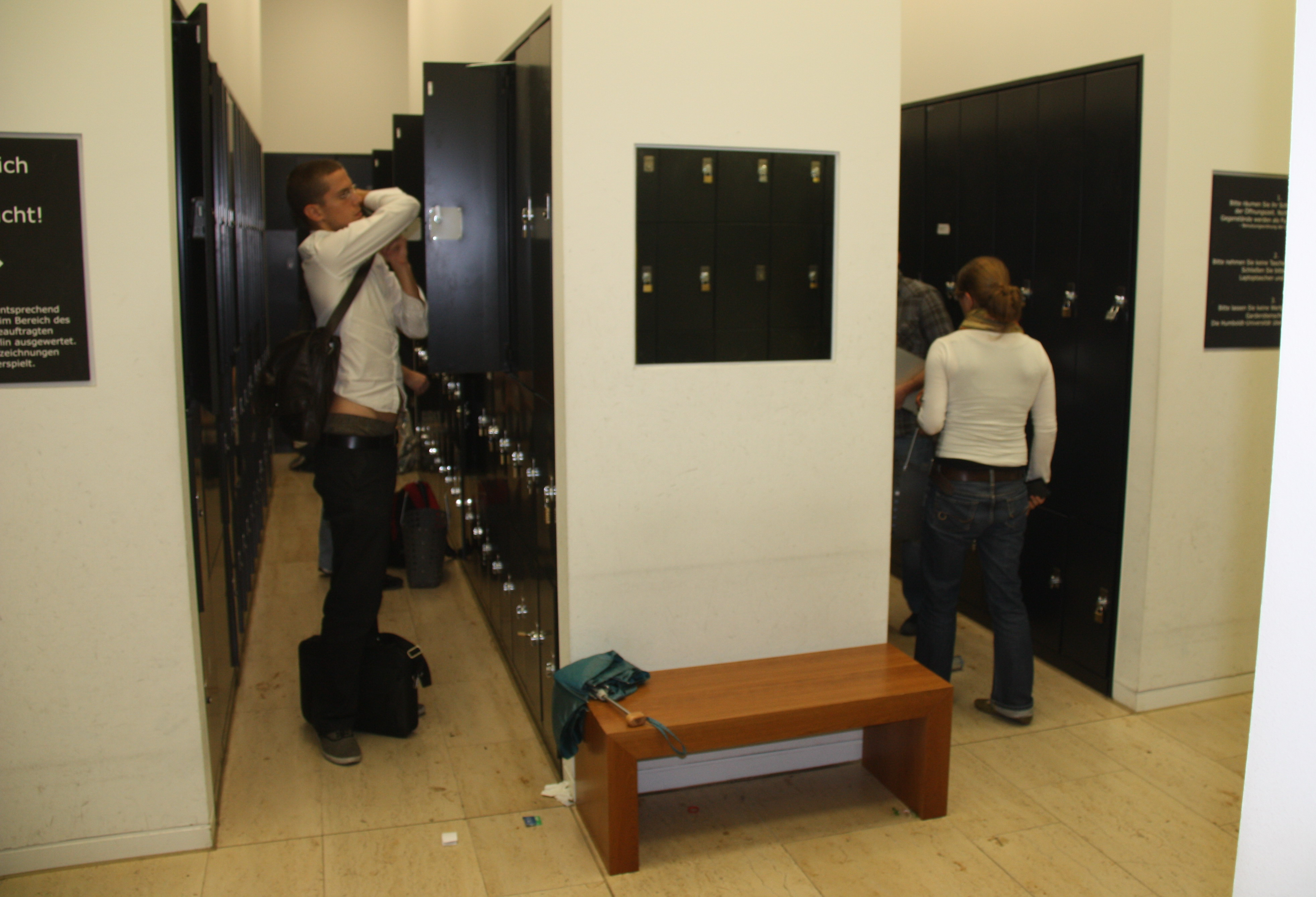
地下室的储物柜

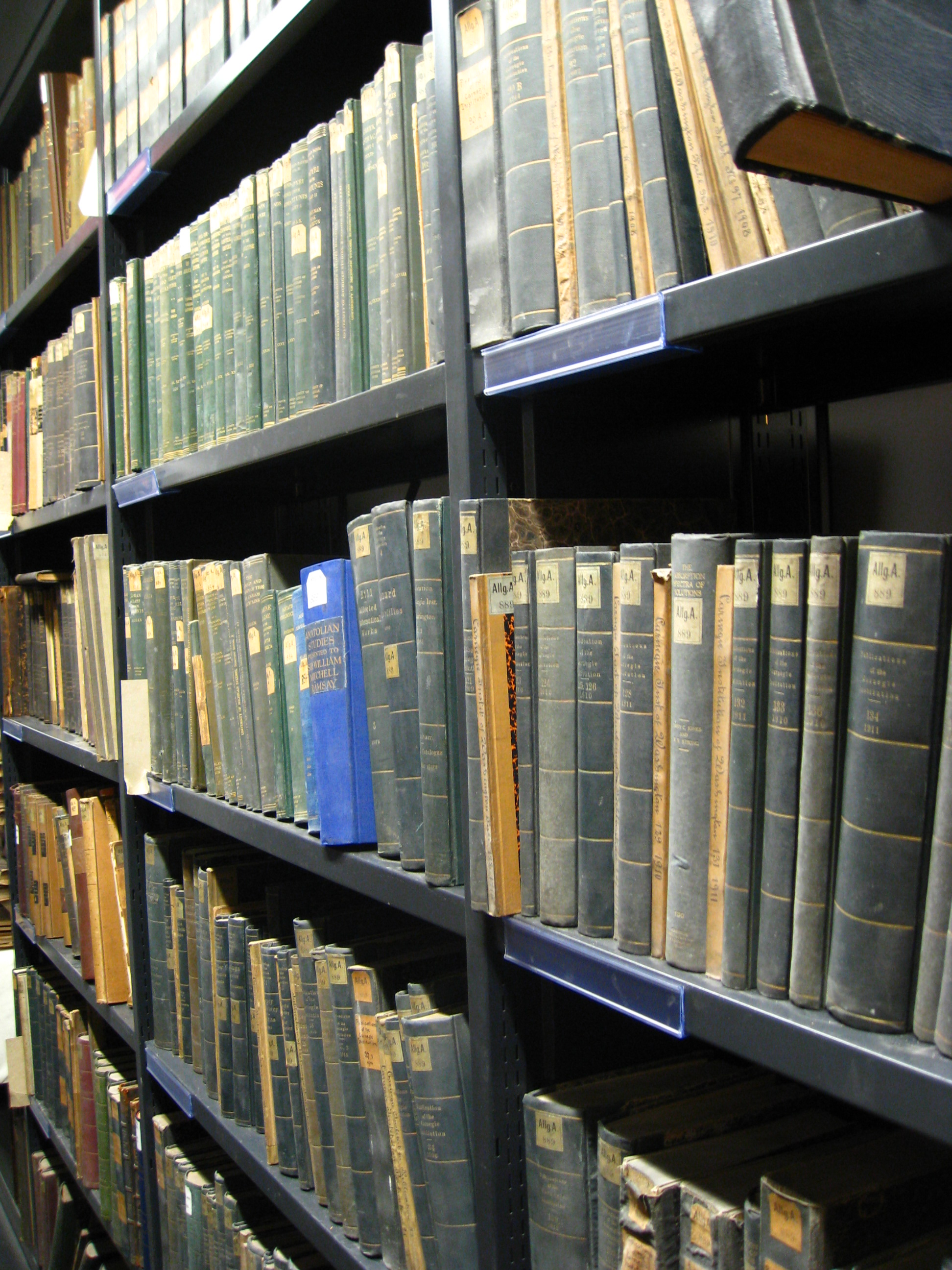
开放式书架

2010年5月8日，格林中心获得德国建筑师联合会颁发的“Nike”奖，位列“最佳城市建筑表现（德语：beste stadtbauliche Interpretation）”名目。而在此之前，格林中心已经获得了BDA颁发的柏林2009年度奖项，以及柏林市2009年度的建筑奖。
格林中心储物柜（衣帽间） 的设计备受批评。其设计在全柏林的图书馆中独一无二。衣帽间并没有设在入口处，而是在与入口处相隔较远的地下室里。通往地下室的楼梯通道曲折狭窄，储物柜 的排列也十分紧凑。为了杜绝钥匙被窃造成的损失，2010年5月31日起，所有的储物柜完成改装，来者必须自备锁具。2010年12月15日，中心底层大 厅又增设了258个储物柜，它们可以通过“MIFARE智能卡片”（比如柏林大学生服务中心提供的餐厅卡）来使用。 不过，对在底层大厅增设储物柜的需求依然不减，普遍认为当时对储物柜位置和空间的设计有严重失误。
与来自政府党团的普遍褒扬相反，格林中心受 到了不少资深建筑师和使用者的批评。建筑师的批评主要集中在中央核心空间的阶梯式阅读区，以及建筑外墙的设计。而图书馆使用者的关注则更加广泛，包括了对 建筑的整体通道系统（楼梯、电梯、卫生间、无障碍设施、路径指示牌等）、座位量、声学设计、空调系统、扫描打印服务以及储物柜的批评。
不过，格林中心的设计，首要考虑的是其美学意义而非实用意义，这个理念其实已经在图书馆的简介中得到阐述：
|  | 整栋建筑，以像栅栏一样对称排列的书架为基础，充分展现了这座图书馆开放式阅览的用意。为了保持这种整体的对称感，设计过程中并没有一味对各种实用功能做简单的空间排布。 Dem Gebäude liegt das Achsmaß der Regale als Raster zugrunde, eine deutliche Reminiszenz an die Bedeutung des Freihandbestandes. Die besondere Beachtung der Symmetrie hat es in der Planungsphase nicht immer einfach gemacht, die Vielfalt der Funktionen auch räumlich darzustellen. |